# أبو شامة المقدسي
أبو شامة المقدسي عبد الرحمٰن بن إسماعيل بن إبراهيم بن عُثمان المقدسي، فقيه شافعي ومحدِّث ومؤرخ، اشتهر بأبي شامة لشامة كبيرة كانت فوق حاجبه الأيسر. ولد في دمشق في سنة 1203 ميلادية، وتوفي فيها سنة 1267.

## ولادته وسيرته
هو شهاب الدين أبو القاسم عبد الرحمن بن إسماعيل بن إبراهيم بن عثمان بن أبي بكر بن إبراهيم بن محمد المقدسي، ولد بدمشق ليلة الجمعة 25/ 4/ 599 هـ الموافق 10 يناير 1203، [والذي في ترجمته أنه ولد ليلة الجمعة في 23 جمادى الآخرة لكن ذلك يصادف ليلة الأربعاء]، ونسب إلى بيت المقدس لأن جده أبا بكر منها.
نشأ على حب العلم وقراءة القرآن، حيث أتم حفظ القرآن الكريم وهو في العاشرة من عمره، على يد أستاذه أحمد بن كشاسب. كان يقرأ القرآن في صغره في جامع دمشق، ويتأمل مشايخ العلم كالشيخ ابن عساكر، حيث كان أبو شامة يستمع لدروس ابن عساكر وهو يروي دروس الفقه، ويرى إقبال الناس عليه، حتى حفظ طريقته في التعامل مع الفتاوى والمسائل العلمية واحتياجات الناس، وعند بلوغه الـ16 عاما، أتقن جميع علوم القراءات على يد أستاذه علم الدين السخاوي المصري، وكان لهذين الشيخين الأثر الكبير في بناء شخصيته العلمية خاصة في علوم القراءات والتجويد وغيرها من علوم القرآن.
انتقل إلى مدينة الإسكندرية بمصر ودرس فيها علم الحديث على يد الشيخ أبي القاسم عيسى بن عبد العزيز، وعُني بعلم الحديث وعلومه، وسمع (الصحيح) من داوود بن ملاعب، وأحمد بن عبد الله العطار، وسمع (مسند الشافعي)، و(الدعاء) للمحاملي من الإمام الموفق ابن قدامة، فأتقن علم الفقه وأصوله كما ألم بعلوم العربية من نحو وصرف وبلاغة وغيرها، ونجح في نظم الشعر وإتقان بحوره وقوافيه.

## علمه
كان فقيهاً، موَرِّخاً، مقرئاً، نحوياً. تلا على علم الدين السخاوي، وعُني بالحديث، فسمع من: داود بن ملاعب، وأحمد ابن عبد اللّه العطار، وعيسى بن عبد العزيز.وأخذ الفقه الشافعي عن: عز الدين بن عبد السلام، والحافظ ابن عساكر، وسيف الدين الآمدي، وآخرين. درَّس وأفتى وصنّف، ولي مشيخة دار الحديث الأشرفية، ومشيخة الاِقراء بالتربة الأشرفية. وأخذ عنه القراءات: أحمد اللبّان، والحافظ المزي، وغيرهما. وهو مدفون في دمشق في مقبرة الدحداح.

## عمله
قام بالتدريس والإفتاء، وتولى مشيخة دار الحديث الأشرفية ومشيخة الإقراء بالتربة الأشرفية، وكان متواضعا لا يحب التكلف. تم انتقاده في بعض التراجم بسبب انتقاصه لبعض العلماء.

## أساتذته
1. داود بن أحمد أبو البركات.
2. ابن عساكر فخر الدين أبو منصور.
3. ابن قدامة.
4. خزعل بن عسكر بن خليل.
5. عيسى بن عبد العزيز أبو القاسم.
6. علي بن محمَّد بن سالم أبو الحسن.
7. ابن الخشوعي زكي الدين إبراهيم بركات أبو إسحاق.
8. علي بن محمَّد بن عبد الصمد شيخ الإقراء بدمشق.
9. عثمان بن عبد الرحمن المعروف بابن الصلاح.
10. أحمد بن كَشَاسب.
11. عبد العزيز بن عبد السلام بن أبي القاسم بن الحسن السلمي الدمشقي.
12. محمد بن أحمد بن عمر بن أحمد ابن أبي شاكر الإربلي.
13. أحمد بن عبد الله العطار.

## تلامذته
1. الشيخ: شرف الدين هبة الله بن عبد الرحيم بن إبراهيم.
2. الشيخ أبو إسحاق الإسكندري.
3. ولده الشيخ: أبو الهدى ابن أبي شامة.
4. الإمام شرف الدين أبو العباس الفزاري.
5. الشيخ أحمد بن مؤمن أبو العباس الأسعردي المعروف باللبان.
6. الشيخ محمد بن علي بن عبد الجبار الدمشقي.
7. الإمام أبو عبد الله الكفري الدمشقي.
8. الشيخ أبو بكر بن سيف بن أبي بكر الزين.
9. الشيخ عبد الله بن إبراهيم بن عبد الله بن أبي عمر شرف الدين.

## أشعاره ومنظوماته
اشتهر ببراعته في شرح المنظومات العلمية، ومن أشهر أعماله في ذلك شرحه على متن الشاطبية اللامية، والشاطبية الرائية العقيلة، وشرح القصائد النبوية للسخاوي في مجلد، كما أن له أشعار ومنظومات من أشهرها نظمه المفصل للزمخشري، ونظم شيوخ الحافظ البيهقي، وله أرجوزة حسنة في العَروض.

## أشهر مؤلفاته
1. الروضتين في أخبار الدولتين الصلاحية والنورية.
2. مختصر تاريخ ابن عساكر.
3. الباعث على إنكار البدع والحوادث.
4. إبراز المعاني (في شرح الشاطبية).
5. المرشد الوجيز إلى علوم تتعلق بالكتاب العزيز.
6. الوصول في الاَصول.
7. مفردات القراء.
8. المحقق من علم الأصول فيما يتعلق بأفعال الرسول
9. كتاب كشف حال بني عبيد.
10. شرح القصائد النبوية للسخاوي.
11. شرح الحديث المقتفي في بعث المصطفى.
12. ضوء القمر الساري إلى معرفة رؤية الباري.
13. شيوخ البيهقي.
14. ذيل الروضتين سماه ناشره (تراجم رجال القرنين السادس والسابع).
15. كتابان في تاريخ دمشق، أحدهما كبير في خمسة عشر جزءاً والثاني في خمسة أجزاء.

## كتب عنه
- (أبو شامة مؤرِّخ دمشق في عصر الأيوبيين)[6] للأستاذ إبراهيم الزيبق، مؤسسة الرسالة بيروت، والدار العامرة دمشق، 2010م.

## وفاته
توفي في 19 رمضان 665 هـ الموافق 12/ 6/ 1267. وذكر الزركلي في كتابه الأعلام أنه دخل عليه اثنان في صورة مستفتيين فضرباه، فمرض ومات، ودفن في مقبرة باب الفراديس المعروفة في العصر الحاضر بمقبرة الدحداح.